# Marginella diadochus
Marginella diadochus is een slakkensoort uit de familie van de Marginellidae. De wetenschappelijke naam van de soort is voor het eerst geldig gepubliceerd in 1848 door A. Adams & Reeve.